# Philosophie des Geldes

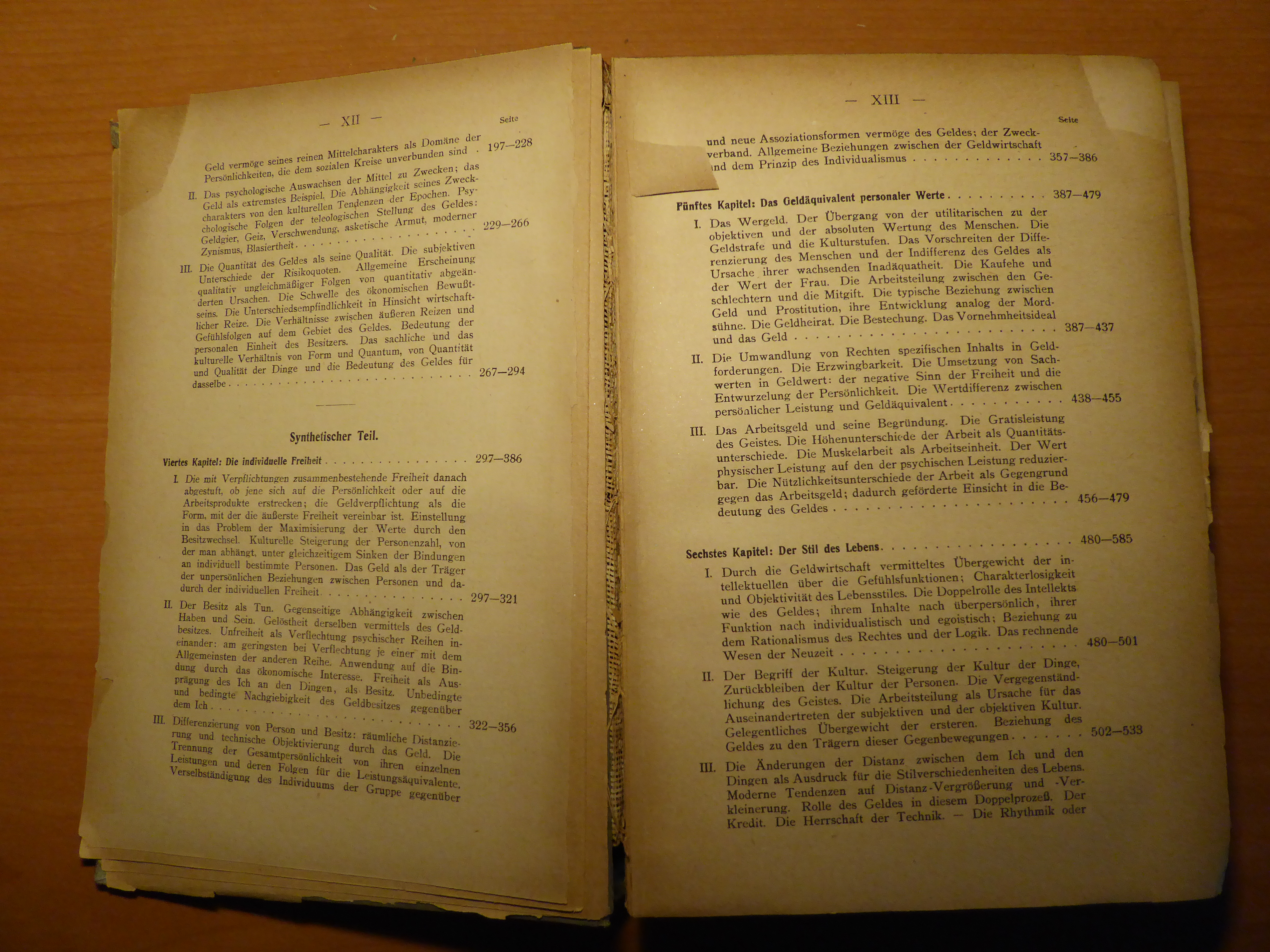
Inhaltsverzeichnis der 3. Auflage von Philosophie des Geldes (München und Leipzig: Duncker & Humblot, 1920)

Philosophie des Geldes ist der Titel eines Hauptwerkes des deutschen Philosophen und Soziologen Georg Simmel (1858–1918). Das Buch wurde erstmals im Jahr 1900 veröffentlicht. Langfristig wurde es zu einem Klassiker der Kulturwissenschaften, indem Geld nicht nur als wirtschaftliches, sondern als umfassendes gesellschaftliches Phänomen untersucht wird. Simmel präsentierte keine Ökonomietheorie im engeren Sinne, sondern eine breiter angelegte Kulturdiagnose der Moderne. Das Buch zählt zu den „Gründungsdokumenten der modernen Soziologie“. Es bildet Band 6 der Georg-Simmel-Gesamtausgabe im Suhrkamp Verlag.

## Entstehung
Am 20. Mai 1889 hielt Simmel im staatswissenschaftlichen Seminar von Gustav Schmoller an der Berliner Friedrich-Wilhelms-Universität einen Vortrag mit dem Titel Zur Psychologie des Geldes. Dieser, von Schmoller als „Keim“ des späteren Buches bezeichnete Beitrag, erschien kurz darauf im Jahrbuch für Gesetzgebung, Verwaltung und Volkswirtschaft. Er enthielt eine Geld- und Münzgeschichte, die in das zweite Kapitel des Buches einging. Zwischen dem Vortrag Zur Psychologie des Geldes und dem Erscheinen der Erstausgabe von Philosophie des Geldes im Dezember 1900 lagen über 11 Jahre. In Briefen aus dieser Zeit sind Herausforderungen des Schreibprozesses überliefert, unter anderem an Heinrich Rickert zur Wertproblematik. Bereits 1899 publizierte Simmel im genannten Jahrbuch ein Fragment aus einer „Philosophie des Geldes“.

## Thema und Inhalt
Simmel analysierte die Rolle des Geldes in der Geschichte, im sozialen Miteinander und im modernen Leben. Er zeigte dabei, wie sehr dieses Medium das Denken, Handeln und Fühlen der Menschen beeinflusst. In der Vorrede wies Simmel darauf hin, dass keine Zeile der Untersuchung nationalökonomisch gemeint sei. Er fasst sein Ansinnen folgendermaßen zusammen:

„Der Sinn und Zweck des Ganzen ist nur der: von der Oberfläche des wirtschaftlichen Geschehens eine Richtlinie in die letzten Werte und Bedeutsamkeiten alles Menschlichen zu ziehen.“

Das Werk gliedert sich in zwei große Teile. Im ersten, analytischen Teil (Kapitel 1 bis 3) untersuchte Simmel Wert, Geld und rationales Handeln primär erkenntnistheoretisch. Er beschrieb, dass der Wert von Dingen nicht objektiv gegeben ist, sondern durch subjektive Einschätzungen und soziale Prozesse entsteht. Für ihn lag der Ursprung des Wertes in der Distanz: Dinge erscheinen wertvoll, weil sie nicht unmittelbar verfügbar sind, und weil Aufwand notwendig ist, sie zu erlangen. Geld tritt in diesem Zusammenhang als universelles Tauschmittel auf, das Werte vergleichbar und übertragbar macht. Es fungiert als eine Art reine Form der Vermittlung, das heißt, es besitzt keinen eigenen Gebrauchswert. Nachdem in vormodernen Wirtschaftsformen der Substanzwert, z. B. von Edelmetall, wichtig war, erhält Geld seine Bedeutung zunehmend durch seine symbolische Funktion im Austausch.
Im zweiten, synthetischen Teil (Kapitel 4 bis 6) behandelte Simmel die als metaphysische Funktion aus dem ersten Teil abzuleitenden Wirkungen des Geldes auf Individualität, Persönlichkeit und Lebensstile. Die moderne Geldwirtschaft bewirkt seiner Ansicht nach eine zunehmenden Rationalisierung des Lebens: Qualitative Unterschiede werden in quantitative Größen umgerechnet, alles wird bewertbar, käuflich und vergleichbar. Dies bringt zwar mehr Entscheidungsfreiheit und Handlungsspielräume mit sich, führt aber gleichzeitig zu einer Entwertung des Persönlichen. Zwischenmenschliche Beziehungen werden zunehmend durch sachlich-nüchterne Austauschverhältnisse geprägt. Der Mensch wird dadurch autonomer, aber auch isolierter. In der Großstadt, als Inbegriff der modernen Gesellschaft, resultiert dies in einer blasierten Haltung: Der Mensch reagiert gleichgültig auf Reize, um sich gegen die Überforderung durch Informationsflut und soziale Dichte zu schützen.
Zentrale Themen des Werkes sind die Doppelrolle des Geldes als Mittel und Zweck sowie die Ambivalenz seiner Wirkung. In seiner Funktion als Zeichen von Tauschwerten und Preisen hat Geld Relation. Es ist aber auch Relation, und diesbezüglich das Geltende schlechthin.  Geld ist dann selbst der Wert, an dem andere Werte gemessen werden. Beide Rollen prägen laut Simmel die Realität der modernen Geldwirtschaft im elementaren Unterschied zum Tauschhandel. Infolgedessen schafft Geld eine nie dagewesene Flexibilität im Leben des Einzelnen. Simmel sah Geld als Form von Freiheit. Gleichzeitig aber untergräbt es traditionelle Werte, Hierarchien und persönliche Bindungen. In diesem Prozess unterschied Simmel zwischen objektiver und subjektiver Kultur: Die objektive Kultur – also die Gesamtheit kultureller Güter und Errungenschaften – wächst explosionsartig, während die subjektive Kultur – die Fähigkeit des Einzelnen, diese Inhalte aufzunehmen und zu verarbeiten – nicht Schritt halten kann. Daraus entsteht eine kulturelle Entfremdung, indem der Mensch von den Produkten seiner eigenen Gesellschaft überfordert wird.

## Hintergrund und Bedeutung für das Gesamtwerk
Simmel zeigte, wie das Geld als universelles Medium das Leben strukturiert, wie es Werte verschiebt, das Denken formt und soziale Beziehungen verändert. Damit ist Geld für Simmel der Inbegriff der Moderne: abstrakt, vermittelnd und entgrenzend – ein Mittel, das zwar Freiheit stiftet, aber auch Distanz, Verallgemeinerung und Sinnverlust mitbringt. Für dieses Resümee waren Wandlungen in Simmels Denken erforderlich. Die Publikation Philosophie des Geldes fällt in die beginnende zweite oder mittlere Schaffensphase Simmels. Nachdem er anfangs unter dem Einfluss des Pragmatismus, der Evolutionstheorie und der Völkerpsychologie stand, markiert das Buch eine Hinwendung zu soziologischen Problemstellungen. Dies zeigt sich an den Veränderungen, die er zwischen dem kurzen Aufsatz von 1889 und der umfangreichen Monografie von 1900 vornahm. Dazu zählt die Einführung des Konzepts der Wechselwirkung, eines zentralen Begriffs in Simmels soziologischem Ansatz. Die völkerpsychologische Sicht ersetzte er durch eine relationale Perspektive (auch Relativität). Eine spezifische und eigenständige Form der damit verbundenen Wechselwirkungen ist für ihn der Tauschprozess. Geld betrachtet er wiederum als eine kristallisierte Form des Tausches. Geld ist für Simmel daher Ausdruck der gegenseitigen Abhängigkeit zwischen Menschen:

„Kurz, Geld ist Ausdruck und Mittel der Beziehung, des Aufeinanderangewiesenseins der Menschen, ihrer Relativität, die die Befriedigung der Wünsche des einen immer vom anderen wechselseitig abhängen läßt …“

Dem Buch gingen die Gründerjahre voraus, in denen die deutsche Regierung die Ausgabe von Banknoten konzentrierte und das Münzwesen vereinfachte. Zudem begann ein Zeitalter der Großbanken.

## Rezeption und Kritiken
Entgegen den Erwartungen Simmels und des Verlages wurde das Buch anfangs von Akademikern der betreffenden Disziplinen wenig beachtet und geschätzt. Philosophen fanden allein schon die thematische Verbindung von Philosophie und Geld abstoßend. Wirtschaftswissenschaftler zitierten es ohne Bezug zum Inhalt allein aufgrund des Titels. Laut Max Weber verabscheuten auch die Ökonomen seiner Zeit Simmels Art der Behandlung wirtschaftlicher Themen. Vertreter der entstehenden Soziologie wiederum diskreditierten es als rein spekulativ. Émile Durkheim missbilligte es wegen der Mischung unterschiedlicher Genre. Gustav Schmoller rechnete 1901 mit kaum 100 Lesern in ganz Deutschland.
Alsbald fand es jedoch Anklang unter jüngeren Käufern mit Interesse für Kunst und Literatur. Rammstedt führt dies auf die gesellschaftliche Aktualität und Tragweite des Themas im damaligen Deutschen Reich zurück. Geld betrachteten die Menschen nicht allein als ökonomische Gegebenheit. Die politische Reform in Verbindung mit der Vereinheitlichung des Währungssystems nach der Reichsgründung sei um die Jahrhundertwende noch allgemein spürbar gewesen. In der Zeit der Weimarer Republik galt das Werk als Beleg für das Raffinement verloren gegangener europäischer Kultur. Nach dem Zweiten Weltkrieg wurde es als unverbindliche Selbstdiagnose der Zeit um 1900 abgetan. Erst in den 1980er Jahren begann sich die Wahrnehmung zu wandeln, indem die Philosophie des Geldes als erste soziologische Analyse der Moderne gesehen wurde.
Zunächst waren auch die Kritiken aus der Fachwelt zurückhaltend: Schmoller schrieb, dass er den Ausführungen Simmels zur Geld- und Münzgeschichte sowie zur Kreditentwicklung nicht folgen könne. Die seines Erachtens zu schroffe Auffassung des Wandels vom Substanz- zum Funktionswert des Geldes, wies Schmoller zurück: Der Goldanteil einer Münze bleibe wertstiftend und könne zugleich vom Goldschmied gerade wegen dieser Begehrtheit auch für Schmuck verwendet werden. Schmoller verwies in seiner Rezension aber auch auf die „sehr bedeutsame Erörterung des Freiheitsbegriffs“: Zwar gewährleiste die moderne Geldwirtschaft Freiheiten von etwas – etwa die Befreiung der Bauern vom Feudalismus –, aber Freiheit zu etwas liegt nicht im Geld allein. Der Mensch müsse sich erinnern, dass der Geldwert der Dinge nicht restlos das ersetzt, was die Menschen an den Dingen und Verhältnissen selbst besäßen, etwa soziale Anerkennung. Je dürftiger die philosophische Bildung gewisser Nationalökonomen, desto dankenswerter sei es, aus einem spezial-wissenschaftlichen Stoff allgemeinere gesellschaftswissenschaftliche Resultate abzuleiten. Was Émile Durkheims Anliegen in Bezug auf die soziologisch-philosophische Behandlung der Arbeitsteilung sei Simmels Streben bezüglich der Geldwirtschaft. Sein Thema sei die Rückwirkung des Geldes auf alle Lebensseiten der Kultur: die psychischen und kulturgeschichtliche Veränderungen der Gesellschaft durch die Geldwirtschaft.
George Herbert Mead ging in seiner Rezension vor allem auf Simmels Untersuchung des Wertes und dessen Messung durch Geld ein. Simmel untersuche eher die Form des Wirtschaftsgegenstandes als dessen Inhalt. Das oberste Ziel der Abhandlung bestehe darin, die Beziehung des Einzelnen zur Gemeinschaft anhand des Geldes und seiner Verwendung zu untersuchen. Das Buch sei durchgängig mit großer, aber oft ermüdender, Anstrengung geschrieben und sein Umfang etwas entmutigend. Jedoch demonstriere es den Nutzen eines Zugangs zur Wirtschaftswissenschaft aus einem philosophischen Standpunkt.
Der italienischer Wirtschaftswissenschaftler Camillo Supino fand in Simmels Werk „… elegante Deutungen geschichtlicher Tatsachen, äußerst befriedigende Erklärungen zeitgenössischer Wirtschaftsphänomene und eindringliche Beobachtungen …“. Er rezensierte es ebenfalls stark im Kontext des Freiheitsbegriffs. Geld lasse die Freiheit der Wahl und der unbegrenzten Verwendung – nicht nur für Reiche, sondern auch für die unteren Klassen. Diese würden aus der unmittelbaren Abhängigkeit von persönlichen Verpflichtungen befreit je mehr sich die Geldwirtschaft durchsetzt: Von der Sklavenhaltergesellschaft über die Naturalien- bis hin zur Geldabgabe steige der Freiheitsgrad über die eigene Person und über die Wahl ihrer Beschäftigung an. Diese Entwicklung begünstige jedoch durch ihren neutralen und objektiven Charakter die Entfernung persönlicher Elemente zwischen den Menschen. In der modernen arbeitsteiligen Gesellschaft ist nach Supino jeder von jedem abhängig, aber viel weniger abhängig von jeder besonderen Person als früher. Die Häufigkeiten zum Wechsel von Unternehmen, die durch Lohngeld möglich werden, gäben auch dem Arbeiter neue Freiheiten. Unsicherheit und Veränderlichkeit seien die unvermeidliche Folge dieser Freiheit. Gefühle der Menschlichkeit und Sympathie erwüchsen ohne Geldgebrauch leichter. „In der Geldwirtschaft muß das Mitgefühl einen langen Umweg machen, bevor es ans Ziel gelangt, und auf diesem Umweg wird es oft schwächer.“

## Ausgaben (Auswahl)

### Deutschsprachige Ausgaben
- Philosophie des Geldes. Duncker & Humblot, Leipzig 1900. XVI, 554 S. – Digitalisat und Volltext im Deutschen Textarchiv.
  - Zweiter, vermehrte Auflage,  Duncker & Humblot, Leipzig 1907. XIV, 585 S. – Digitalisat unter: urn:nbn:de:s2w-8029 Volltext bei DigBib.Org (PDF; 1,1 MB).
  - Dritte, unveränderte Auflage. Duncker & Humblot, München 1920, XIV, 585 S. – Digitalisat der Russischen Staatsbibliothek.
  - Vierte, unveränderte Auflage. Duncker & Humblot, München 1922, XIV, 585 S. – Faksimiles vom Seminar für Wirtschafts- und Sozialgeschichte, Uni Köln.
  - Fünfte unveränderte Auflage. Duncker & Humblot, München 1930. XIV, 585 S. – Faksimile auf monoskop.org (PDF; 11,5 MB).
- Philosophie des Geldes. (1900, ²1907). 6. Auflage. Duncker & Humblot, Berlin 1958 (= Gesammelte Werke. Band 1), XIV, 585 S.
- Philosophie des Geldes. Herausgegeben von David Patrick Frisby und Klaus Christian Köhnke. Suhrkamp, Frankfurt am Main 1989, 787 S. (= Gesamtausgabe. Band 6).
  - 2. Auflage 1991.
  - 3. Auflage 1994.
  - 4. Auflage 1996.
  - 5. Auflage 2000.
  - Studienausgabe. 2000. (= Gesamtausgabe. Band 6).
  - Sonderausgabe. Suhrkamp/Deutsche Bank AG, Frankfurt am Main 2000, 787 S. (= Gesamtausgabe. Band 6).
- Philosophie des Geldes. (1920). Herausgegeben von Alexander Ulfig. Reprint, Lizenzausgabe für Parkland Verlag, Köln 2001, 592 S.

### Fremdsprachige Ausgaben
- Filosofía del dinero. (Trad. de Ramón Carcía Cotarelo). Madrid 1977.
- Philosophie des Geldes. (japanisch). Gesammelte Werke, Band II–III, Tokio 1978–1981.
- Philosophie des Geldes. (koreanisch). Seoul 1983.
- Philosophie des Geldes. (russisch). Moskau, X.
- Filosofia del denaro. (A cura di Alessandro Cavalli e Lucio Perucchi; Traduzione di A. Cavalli, R. Liebhart, L. Perucchi). Torino 1984.
- Filozofia pieniadza. (Przlozil z niem. Leo Belmont), Warschau 1904.
- Filozofia pieniadza. Wydawnictwo Fundacji Humanioria, Posen 1997.
- The Philosophy of Money. (Translated by T. Bottomore and D. Frisby). London, Henley and Boston 1978 (Wiederabdruck mit Korrekturen 1982).
- Peníze v moderní kulture a jiné eseje. (Mit einer Einleitung von Otakar Vacha). Prag 1997.
- Philosopie de l’argent. (Traduit de l'allemande par S. Cornille et P. Ivernel), Paris 1987.